# Cybister flavocinctus
Cybister flavocinctus är en skalbaggsart som beskrevs av Aubé 1838. Cybister flavocinctus ingår i släktet Cybister och familjen dykare. Inga underarter finns listade i Catalogue of Life.